# Jacqueline Heaney-Hauser
Pour les articles homonymes, voir Heaney et Hauser.
Jacqueline Heaney-Hauser (née le 9 février 1939 à Fréjus et morte le 13 novembre 2024 à Amboise) était une artiste textile franco-suisse, connue internationalement pour ses tapisseries distinctives.

## Biographie
Jacqueline Hauser est née le 9 février 1939 dans le sud de la France de parents suisses. Le 2 décembre 1959, elle perdit ses parents lors de l'effondrement du barrage de Malpasset. À cette époque, elle avait vingt ans et venait d’accoucher de son premier et unique fils le 30 septembre 1959. Son premier mariage fut de courte durée. Quelques années plus tard, elle contracta un second mariage sans enfant, prenant ainsi le nom de Heaney.
À partir de 1966, Heaney-Hauser vécut plusieurs décennies en Irlande avant de retourner en France. Elle passa ses dernières années dans le domaine historique de "La Roche de Cestre" à Noizay, où elle vécut jusqu'à sa mort le 13 novembre 2024. Elle laissa derrière elle un fils, deux petits-enfants et de nombreux arrière-petits-enfants. Heaney-Hauser resta artistiquement active jusqu'à sa mort.

## Œuvre artistique

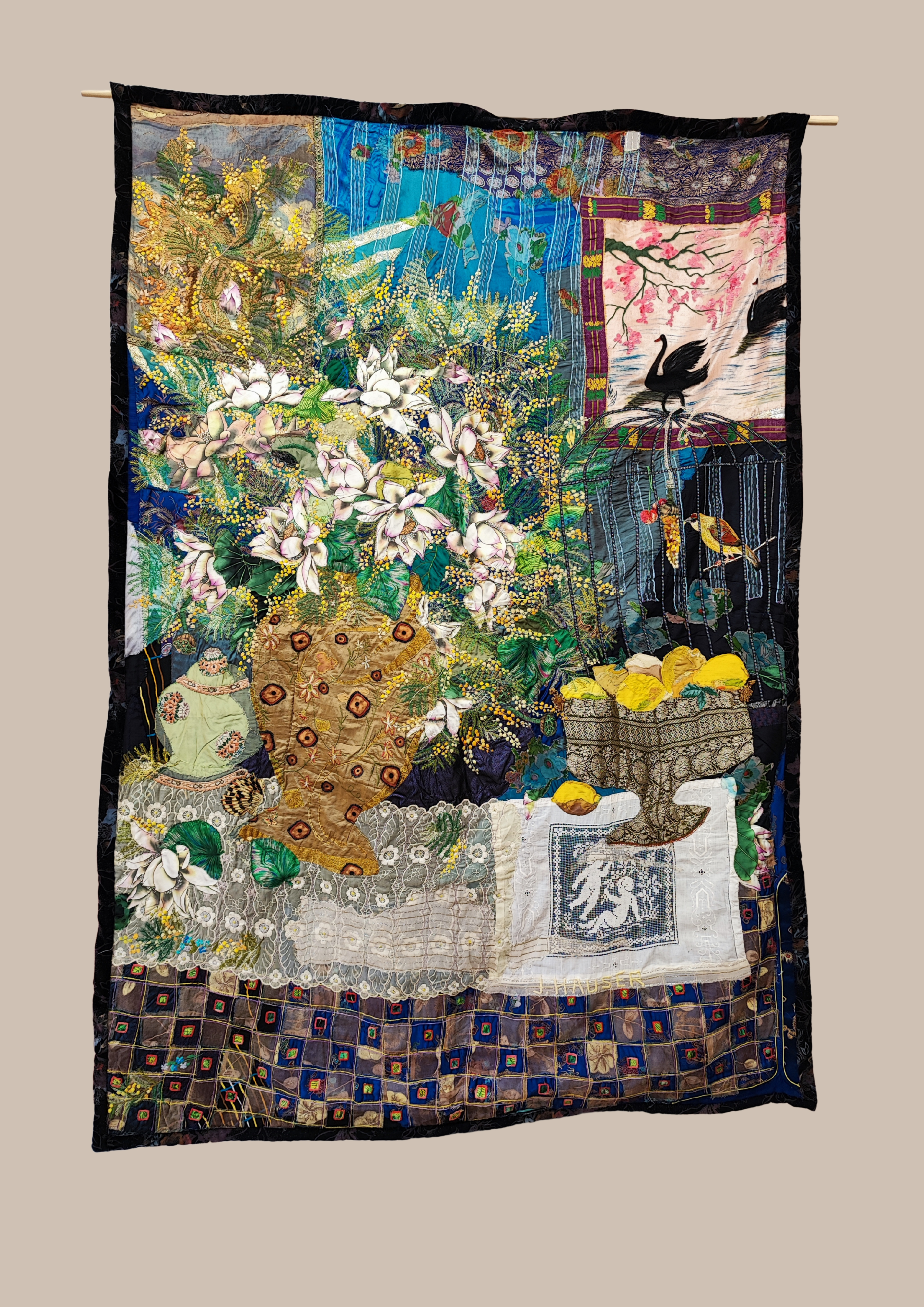
Tapisserie de Jacqueline Heaney-Hauser, exposée au Musée du textile de Saint-Gall, 2025.

Jacqueline Heaney-Hauser débuta sa carrière comme designer textile, mais elle découvrit bientôt sa véritable passion pour les tapisseries en appliqué. Dès 1963, elle se consacra principalement à cette forme d'art. Sa technique combinait broderie, patchwork et appliqué, une approche qu'elle qualifiait de "patchwork contemporain". L'artiste réalisait souvent une esquisse détaillée avant de concrétiser ses créations en laine, coton et soie. Elle pouvait travailler jusqu'à onze heures d'affilée, demandant une concentration extrême ainsi qu'une endurance physique et mentale. Des artistes contemporains la considéraient également comme une mentore en raison de son expertise dans ce domaine.

### Thèmes et motifs
Jacqueline Hauser s'inspirait de motifs naturels et d'événements historiques et politiques. Ses compositions symboliques et narratives produisent souvent un effet fluide et vibrant. Ses œuvres sont reconnues pour leur diversité exceptionnelle de couleurs, leur profondeur, leur texture et leur composition dynamique,.

### Œuvres dans les collections et musées
Les œuvres de Hauser sont exposées à travers le monde dans des collections privées, des bâtiments publics et des musées, notamment au Musée du textile de Saint-Gall. Elle signait parfois ses œuvres. L'une de ses pièces les plus connues, Slave Hunt (1977–1979), porte sa signature dans le coin inférieur droit.

## Expositions
Ses expositions majeures, individuelles et collectives, ont eu lieu dans les institutions suivantes :
- Galerie Läubli, Zurich (1968)
- Musée des arts appliqués de Zurich (1969)
- Exhibition of Wall Hangings, Brown Thomas Gallery, Dublin, Irlande (1969)[3],[9]
- Musée des arts appliqués, Saint-Gall (1972)
- Paribas, Genève (1976)
- Saint-Margrethen, Suisse (1976)
- Château et Musées de Blois, France (1979)[10]
- South Port, Connecticut (1983)
- Newport, Rhode Island (1983)[5]
- La Défense, Paris (Célébration de la Révolution française) (1989)
- Standikon, Copenhague (1990)
- Château d’Allaman, VD (1992)[6]
- Chapelle des Pénitents, Callian, France (2000)
- Atelier Martin Leuthold, Weesen (2024)[11]